# 重庆市郊铁路永川线
重庆市域（郊）铁路永川线是连接重庆中心城区与永川区的轨道交通线路，全长68.7公里，共设17站，预留2站，与重庆轨道交通26号线和重庆轨道交通15号线贯通运营，计划延伸到荣昌。2023年3月29日首开段正式开工建设，计划于2023年6月30日全线开工建设，于2027年建成通车。但截至2024年3月，永川线并未有实际动工迹象，首开段的施工围挡一度被拆除，有观点认为停工可能受到国务院办公厅52号文指定的12个严控地方债务省份要求影响。

## 规划设计
永川线衔接中心城区城轨快线 15、26号线，串联科学城、重庆高新区、永川高新区等，打造科技创新产业带，有效承担中心城区功能疏解和产业转移，实现与解放碑、大坪、杨家坪、礼嘉等重要商圈及新机场、江北机场、重庆北站、重庆站、重庆西站等对外交通枢纽的轨道直达。强化永川及沿线城镇与中心城区的直接快速联系，同时通过预留向外延伸条件，支撑新机场布局建设，扩大新机场覆盖范围，实现新机场对泸州、隆昌等地区的覆盖，进一步联动川南城市群协同发展。

由中国铁路设计集团有限公司、北京城建设计发展集团股份有限公司、中铁第一勘察设计院集团有限公司、重庆市市政设计研究院有限公司、北京城建勘测设计研究院有限责任公司组成的联合体为该项目的施工勘察设计单位。

## 线路走向
永川线西起永川西站向东经汇龙、永川体育中心、陈食、科技生态城、重庆新机场、丁家、来凤、青杠、金凤、石家院子、九里村、西城公园、白市驿后至终点重庆西站。线路全长68.7km，设车站15座，另预留2座，共17座。设一段一场，金凤车辆段，陈食停车场，金凤、来凤、陈食主变电所3座。采用市域D型车，最高运行速度为140km/h。

线路西起本次新建永川西站后，沿昌州大道与银昆高速之间绿化带向东高架敷设。而后线路斜跨银昆高速、设双龙隧道，再次上跨银昆高速后转入汇龙大道路中，上跨昌州大道市政桥后，沿汇龙大道路中高架敷设，过三转盘后向东转入学府大道路中向东高架敷设，依次上跨兴龙大道、和顺大道、和畅大道后，转向东南设和顺隧道、王家岩隧道后，线路向北偏转，设宋家湾隧道，之后沿规划科技生态城片区规划道路向北敷设，上跨兴业大道后向东偏转至铜鼓新村北侧转向北，在大安街道东侧设学堂湾隧道，下穿银昆高速后向东偏转，之后沿银昆高速北侧向东，先后上跨隆济溪、108 省道、梅江河，设董家湾隧道下穿银昆高速改线段、现状银昆高速，进入规划新机场片区地下敷设，之后线路向东北下穿在建合璧津高速、莲花路后转入规划道路路侧敷设，至黛山大道转向北，至登凤村以北转入黛山大道路中向北敷设，至大石水库后向东转入规划路中向东敷设，上跨璧南河，下穿缙云山，向东敷设至高新大道，依次下穿青龙咀立交、银昆高速、梁滩河、襄渝铁路、在建沿山大道后穿越中梁山，之后转向东南，接入重庆西站。

## 建设历程
- 2021年12月，项目获得国家发改委批复通过[10]。
- 2022年7月，项目开始施工勘察招标工作[11]。12月30日，项目可行性报告获得重庆市发改委批复[2]。
- 2023年2月20日，重庆铁路集团在重庆公共资源交易中心网站上发布了市郊铁路重庆中心城区至永川线工程首开段土建工程施工总承包招标公告。公告显示，永川线工程首开段汇龙站（不含）到体育中心站（不含）区间桥梁工程，长度约1.75公里，起点为汇龙东一路东侧路口，终至红河大道前，预计工程总投资额约为1.5亿元[1]。3月29日，项目首开段正式开工建设[4]。6月7日，重庆铁路集团在重庆公共资源交易中心网站上发布了市郊铁路重庆中心城区至永川线工程土建工程施工总承包招标公告。公告显示，永川线工程计划于2023年6月30日开始全线开工建设，于2027年4月完成土建工程施工，总投资额为129.9亿元[5]。
- 截至2024年2月23日，永川线全线尚未有明显开工迹象，位于永川城区内的首开段自2023年开工仪式后也未见明显施工迹象，此时全线土建处于停工状态。[6]
- 2025年3月，用地预审上报自然资源部[12]，2025年6月取得批复[13]。同年7月8日，市住建委回应称永川线高新区和沙坪坝区段已复工，而璧山区和永川区段仍在等待璧山机场规划方案稳定后才能复工。[14]

## 车站列表
| 分段                          | 车站编号                   | 车站名称                   | 开通时间                   | 站间距离 （km）            | 累计距离 （km）            | 车站类别                   | 换乘线路                   | 所在辖区                   |                            |
| 重庆市域铁路永川线车站列表    | 重庆市域铁路永川线车站列表 | 重庆市域铁路永川线车站列表 | 重庆市域铁路永川线车站列表 | 重庆市域铁路永川线车站列表 | 重庆市域铁路永川线车站列表 | 重庆市域铁路永川线车站列表 | 重庆市域铁路永川线车站列表 | 重庆市域铁路永川线车站列表 | 重庆市域铁路永川线车站列表 |
| ----------------------------- | -------------------------- | -------------------------- | -------------------------- | -------------------------- | -------------------------- | -------------------------- | -------------------------- | -------------------------- | -------------------------- |
| 永川线                        |                            | 永川西                     | 规划中 暂缓开工            | -                          | 0                          | 路侧二层侧式高架           |                            | 永川区                     |                            |
| 永川线                        |                            | 汇龙                       | 规划中 暂缓开工            | 3.0                        | 3.0                        | 路中二层侧式高架           |                            | 永川区                     |                            |
| 永川线                        |                            | 体育中心                   | 规划中 暂缓开工            | 2.2                        | 5.2                        | 路中三层侧式高架           |                            | 永川区                     |                            |
| 永川线                        |                            | 陈食                       | 规划中 暂缓开工            | 3.1                        | 8.3                        | 路侧二层侧式高架           |                            | 永川区                     |                            |
| 永川线                        |                            | 科技生态城                 | 规划中 暂缓开工            | 4.1                        | 12.4                       | 路中三层侧式高架           |                            | 永川区                     |                            |
| 永川线                        |                            | 大安（预留）               | 规划中 暂缓开工            | 3.7                        | 16.1                       | 高架站                     |                            | 永川区                     |                            |
| 永川线                        |                            | 正兴机场                   | 规划中 暂缓开工            | 10.2                       | 26.3                       | 地下站                     |                            | 璧山区                     |                            |
| 永川线                        |                            | 丁家                       | 规划中 暂缓开工            | 5.3                        | 31.6                       | 地面站                     |                            | 璧山区                     |                            |
| 永川线                        |                            | 来凤                       | 规划中 暂缓开工            | 5.5                        | 37.1                       | 路侧二层岛式高架（越行）   |                            | 璧山区                     |                            |
| 永川线                        |                            | 青杠西（预留）             | 规划中 暂缓开工            | 4.4                        | 41.5                       | 高架站                     |                            | 璧山区                     |                            |
| 永川线                        |                            | 青杠                       | 规划中 暂缓开工            | 3.6                        | 45.1                       | 路中二层侧式高架           |                            | 璧山区                     |                            |
| 永川线                        |                            | 金凤西                     | 建设中 有待确认            | 6.8                        | 51.9                       | 地下二层岛式（双岛四线）   | 15号线（规划中）           | 九龙坡区                   |                            |
| 永川线                        |                            | 石家院子                   | 建设中 有待确认            | 1.4                        | 53.3                       | 地下二层岛式               | 17号线（建設中）           | 九龙坡区                   |                            |
| 永川线                        |                            | 九里村                     | 建设中 有待确认            | 2.6                        | 55.9                       | 地下二层岛式               |                            | 九龙坡区                   |                            |
| 永川线                        |                            | 西城公园                   | 建设中 有待确认            | 1.5                        | 57.4                       | 地下二层岛式               | 7号线（建設中）            | 九龙坡区                   |                            |
| 永川线                        |                            | 白市驿                     | 建设中 有待确认            | 1.8                        | 58.2                       | 地下二层岛式               | 19号线（规划中）           | 九龙坡区                   |                            |
| 永川线                        |                            | 重庆西                     | 建设中 有待确认            | 8.0                        | 67.2                       | 地下二层岛式               | 环线 5号线                 | 沙坪坝区                   |                            |
| ↓与重庆轨道交通26号线贯通运营 |                            |                            |                            |                            |                            |                            |                            |                            |                            |